# Neurales Wiskott-Aldrich-Syndrom-Protein
Das neurale Wiskott-Aldrich-Syndrom-Protein, abgekürzt N-WASP ist ein regulatorisches Protein aus der Familie der Wiskott-Aldrich-Syndrom-Proteine, das beim Menschen vom Gen WASL auf dem siebten Chromosom codiert wird. Es wird besonders im Nervengewebe exprimiert.

## Struktur und Funktion
N-WASP übt wie alle Proteine der WASP/WAVE-Familie eine Funktion bei der Regulation des Aktinzytoskeletts aus, indem es den Arp 2/3-Komplex in seiner Aktivität reguliert und so die Aktinnukleation beeinflusst. Am C-Terminus befindet sich dazu eine hoch konservierte VCA-Domäne (VCA für Verprolin-Homologie, Coflin-Homologie und aciden Abschnitt), die zur Rekrutierung und Aktivierung des Komplexes dient. Geht man in Richtung N-Terminus findet sich eine Prolinreiche (PPP)-Region, eine Bindungsdomäne für Rho-GTPasen (GBD), eine basische Region und die WH1 (WASP-Homologie)-Domäne, die das Protein den WASP-Proteinen innerhalb der WASP-WAVE-Familie zuordnet. Diese WH1-Domäne kann an Prolin-reiche Regionen, z. B. die im WASP-interagierenden Protein (WIP) binden. Die GBD-Domäne kann direkt mit aktiviertem Cdc42 binden.
Es gibt mehrere Modelle zum Protein und seiner Aktivierung. Das gängigste geht davon aus, dass sich das Protein in einem autoinhibitorischen Grundzustand befindet. Die Bindung von CDC42, von SH3-Domänen tragenden Signalproteinen und von PIP2 beeinflussen die Aktivierungswahrscheinlichkeit von N-WASP positiv, das Protein kann sich öffnen. Neuere Untersuchungen legen außerdem einen Einfluss von WIP (WASP-interagierendes Protein) nahe.
Durch die Regulation des Arp 2/3-Komplexes nimmt neurales WASP an der Mitose und der Zytokinese teil. Außerdem bindet es an den Transkriptionsfaktor HSF1/HSTF1 (heat shock transcription factor) und formt HSE-Promotor-Komplexe, die die Transkription von HSP90 herunter regulieren.
Mutationen, die das Wiskott-Aldrich-Syndrom verursachen finden sich gehäuft in der VCA-Domäne. Durch Gene-Targeting hervorgerufene Deletionen des Gens in der Maus sind embryonal lethal.